# Anicetus aquilus
Anicetus aquilus är en stekelart som först beskrevs av Annecke 1967.  Anicetus aquilus ingår i släktet Anicetus och familjen sköldlussteklar. Inga underarter finns listade i Catalogue of Life.